# Nemastylis geminiflora
Nemastylis geminiflora là một loài thực vật có hoa trong họ Diên vĩ. Loài này được Nutt. miêu tả khoa học đầu tiên năm 1835.